# Roveredo di Guà
Roveredo di Guà is een gemeente in de Italiaanse provincie Verona (regio Veneto) en telt 1437 inwoners (31-12-2004). De oppervlakte bedraagt 10,2 km², de bevolkingsdichtheid is 141 inwoners per km².
In Roveredo di Guà zijn er geen frazione.

## Demografie
Roveredo di Guà telt ongeveer 490 huishoudens. Het aantal inwoners steeg in de periode 1991-2001 met 11,6% volgens cijfers uit de tienjaarlijkse volkstellingen van ISTAT.
| Jaar | Inwoneraantal |
| ---- | ------------- |
| 1991 | 1229          |
| 2001 | 1371          |

## Geografie
De gemeente ligt op ongeveer 16 m boven zeeniveau.
Roveredo di Guà grenst aan de volgende gemeenten: Cologna Veneta, Montagnana (PD), Poiana Maggiore (VI), Pressana.